# Windows Mobile 2003
A Windows Mobile 2003 a Microsoft Windows Mobile termékcsaládjának Windows CE 4.20-alapú tagja. Az Ozone kódnevű rendszer 2003. június 23-án jelent meg. A Windows Mobile 2003 Second Edition frissítést 2004-ben adták ki.
Általános támogatása 2009. július 13-án, kiterjesztett támogatása pedig 2014. július 7-én szűnt meg.

## Funkciók
A Bluetooth-eszközkezelővel lehetséges a fájlátvitel, valamint a kihangosítók és vezeték nélküli billentyűzetek kezelése. A szoftvert képnézegetővel és a Windows Media Player 9.0 verziójával bővítették, továbbá lehetséges MIDI-fájlok csengőhangként való használata.
Az előtelepített alkalmazások között megtalálható a Jawbreaker című játék. A Pocket Outlook támogatja a vCard és vCal formátumokat, a telefonálásra alkalmas modellek pedig SMS-válasz funkciót kaptak.

## Kiadások
A rendszer alábbi változatait adták ki:
- Windows Mobile 2003 for Pocket PC Premium Edition
- Windows Mobile 2003 for Pocket PC Professional Edition (az olcsóbb Pocket PC eszközökre; bizonyos funkciók (például L2TP/ITSec) hiányoznak belőle)
- Windows Mobile 2003 for Smartphone
- Windows Mobile 2003 for Pocket PC Phone Edition (a telefonálásra is alkalmas Pocket PC eszközökre)

## Fordítás
- Ez a szócikk részben vagy egészben  a   Windows Mobile 2003 című angol Wikipédia-szócikk ezen változatának fordításán alapul.  Az eredeti cikk szerkesztőit annak laptörténete sorolja fel. Ez a jelzés csupán a megfogalmazás eredetét és a szerzői jogokat jelzi, nem szolgál a cikkben szereplő információk forrásmegjelöléseként.